# رود ژویا
رود ژویا (انگلیسی: Zhuya) یک رودخانه در استان ایرکوتسک کشور روسیه است.